# Амт-Ваксенбург
Амт-Ваксенбург (нім. Amt Wachsenburg) — громада в Німеччині, розташована в землі Тюрингія. Входить до складу району Ільм.
Площа — 52,34 км2. Населення становить 8001 ос. (станом на 31 грудня 2021).